# 十二藥叉大將
十二藥叉大將，是佛教的護法神，主要記載在《藥師經》，是守護修持藥師佛法門眾生的十二位藥叉。

## 簡介
十二大將也稱作十二大藥叉將，俗稱十二神將，他們是佛教的護法神，主要是在《藥師經》裡面記載，守護修持藥師佛法門眾生的十二大將。每位大將各有七千位藥叉作為他們的眷屬，全部合起來共有八萬四千位藥叉護法，在各地保護修持佛法與修持藥師佛法門的眾生。
大乘佛教結合印度教傳說和《大集經》記載，認為十二大將是佛菩薩的應身，祂們的坐騎神獸也是其化身。又由於十二神獸和生肖的對應關係，而將十二大將信仰與中國文化結合而付予新的詮釋說：「十二大將對應十二位佛、菩薩與十二生肖、時辰。」在日本佛教中，受本地垂跡的影響，十二大將也對應了十二尊“本地佛”，認為是祂們的權現。
| 神將名 （括號內爲意譯） | 梵音     | 十二支 | 生肖 （括號內爲中國對應生肖） | 日本佛教本地佛 | 漢傳佛教本尊 （本命佛） |
| 宮毘羅（鱷魚）          | kuṃbhīra | 亥神   | 豕（猪）                      | 彌勒菩薩       | 虛空藏菩薩              |
| 伐折羅（金剛）          | vajra    | 戌神   | 犬（狗）                      | 大勢至菩薩     | 文殊師利菩薩            |
| 迷企羅                  | mekhila  | 酉神   | 金翅鳥（雞）                  | 阿彌陀佛       | 普賢菩薩                |
| 安底羅                  | antila   | 申神   | 猴                            | 觀世音菩薩     | 普賢菩薩                |
| 頞儞羅                  | anila    | 未神   | 羊                            | 如意輪菩薩     | 大勢至菩薩              |
| 珊底羅                  | santila  | 午神   | 馬                            | 虛空藏菩薩     | 大日如來                |
| 因達羅                  | indāla   | 巳神   | 摩呼洛伽（蛇）                | 地藏菩薩       | 大日如來                |
| 波夷羅                  | pāyila   | 辰神   | 那伽（龍）                    | 文殊師利菩薩   | 不動明王                |
| 摩虎羅                  | māhura   | 卯神   | 兔                            | 大威德明王     | 阿彌陀佛                |
| 眞達羅                  | cindāla  | 寅神   | 獅（虎）                      | 普賢菩薩       | 阿彌陀佛                |
| 招杜羅                  | caudhura | 丑神   | 牛                            | 大日如來       | 觀世音菩薩              |
| 毘羯羅                  | vikala   | 子神   | 鼠                            | 釋迦牟尼如來   | 虛空藏菩薩              |
| ----------------------- | -------- | ------ | ----------------------------- | -------------- | ----------------------- |

## 相關咒語
在《藥師經》中，十二神將誓願要護持藥師經和修持此經的佛弟子，并宣說了《十二神將饒益有情結願神咒》，神咒的後半段就是《藥師灌頂真言》，前半段意爲歸命三寶及歸命十二藥叉大將的聖號，因為十二藥叉大將是十二尊佛菩薩的化身，在娑婆世界與眾多眷屬護持修藥師法門的佛弟子，所以其聖號等於是秘密真言，有很大的威德力。按經典說法，若有受持此咒，能滅身中過去生死一切重罪，不復經歷三途遠離九橫，超越眾苦，十方世界隨處安樂自在無礙，諸有願求，悉令滿足。
|  | 南無。喝囉怛那。哆囉夜耶。南無。宮毘羅。伐折羅。迷企羅。安底羅。頞儞羅。珊底羅。因達羅。波夷羅。摩虎羅。眞達羅。招杜羅。毘羯羅。 namo ratna-trayāya, namo kuṃbhīra. vajra. mekhila. antila. anila. santila. indāla. pāyila. māhura. cindāla. caudhura. vikala. 南無。薄伽伐帝。鞞殺社。窶嚕。薜琉璃耶。鉢喇婆。喝囉闍也。怛他揭多也。阿囉喝帝。三藐三勃陀耶。怛姪他。唵。鞞殺逝。鞞殺逝。鞞殺社。三沒揭帝。莎訶。 namo bhagavate bhaiṣajya guru vaiḍūrya prabhā rājāya tathāgatāya arhate samyaksaṃbuddhāya, tadyathā： oṁ, bhaiṣajye！ bhaiṣajye！ bhaiṣajya-samudgate svāhā. |

《藥師經》中十二藥叉大將還言：「以五色縷，結我名字，得如願已，然後解結」，所以修藥師法門祈願結五色線的時候，如果能夠念上面這個《十二神將饒益有情結願神咒》，那就更符合經義了。